# Equitazione ai Giochi della VIII Olimpiade - Concorso completo individuale
La competizione del concorso completo individuale di equitazione dai Giochi della VIII Olimpiade si è svolta nei giorni dal 21 al 26 luglio negli impianti Hippodrome d'Auteuil e lo Stadio di Colombes.

## Risultati

### Prova di dressage
Si svolse i giorni 21 e 22 luglio allo stadio di Colombes.
| Pos. | Binomio                      | Binomio        | Nazione        | Punti |
| Pos. | Cavaliere                    | Cavallo        | Nazione        | Punti |
| ---- | ---------------------------- | -------------- | -------------- | ----- |
| 1    | Antonius Colenbrander        | King of Hearts | Paesi Bassi    | 177,0 |
| 2    | Adolf van der Voort van Zijp | Silver Piece   | Paesi Bassi    | 174,0 |
| 2    | Charles Pahud de Mortanges   | Johnny Walker  | Paesi Bassi    | 174,0 |
| 4    | Gerard de Kruijff            | Addio          | Paesi Bassi    | 170,0 |
| 5    | Torsten Sylvan               | Anita          | Svezia         | 169,0 |
| 6    | Claës König                  | Bojan          | Svezia         | 166,0 |
| 6    | Jean le Vavasseur            | Kurde          | Francia        | 166,0 |
| 8    | Gustaf Hagelin               | Varius         | Svezia         | 165,0 |
| 9    | Frode Kirkebjerg             | Meteor         | Danimarca      | 164,0 |
| 9    | Camille de Sartiges          | Psyché         | Francia        | 164,0 |
| 11   | Vladimir Stoychev            | Vuycho         | Bulgaria       | 162,5 |
| 12   | Jules Bonvalet               | Wepelghem      | Belgio         | 161,5 |
| 13   | Krum Lekarski                | Voivoda        | Bulgaria       | 157,0 |
| 14   | Lars Ehrnrooth               | Salomé         | Finlandia      | 156,5 |
| 15   | Sloan Doak                   | Pathfinder     | Stati Uniti    | 156,0 |
| 15   | Hans Bühler                  | Mikosch        | Svizzera       | 156,0 |
| 17   | Frank Carr                   | Proctor        | Stati Uniti    | 154,0 |
| 18   | Werner Fehr                  | Prahlans       | Svizzera       | 152,5 |
| 19   | Vernon Padgett               | Brown Boy      | Stati Uniti    | 150,5 |
| 20   | Charles Stoffel              | Kreuzritter    | Svizzera       | 149,0 |
| 21   | Karol von Rómmel             | Krechowiak     | Polonia        | 147,0 |
| 21   | Carl Gustaf Lewenhaupt       | Canter         | Svezia         | 147,0 |
| 23   | František Statečný           | Exterieur      | Cecoslovacchia | 143,0 |
| 24   | Léon Nossent                 | Pirouette      | Belgio         | 142,0 |
| 25   | Tadeusz Komorowski           | Amon           | Polonia        | 139,5 |
| 26   | Baudouin de Brabandère       | Modestie       | Belgio         | 138,0 |
| 27   | Kazimierz de Rostwo-Suski    | Général        | Polonia        | 136,0 |
| 28   | Michel Artola                | Almas          | Francia        | 135,0 |
| 29   | Alberto Lombardi             | Pimplo         | Italia         | 134,5 |
| 29   | Philip Bowden-Smith          | Gipsy          | Gran Bretagna  | 134,5 |
| 31   | Edward de Fonblanque         | Copper         | Gran Bretagna  | 133,0 |
| 32   | Emanuele Beraudo di Pralormo | Mount Félix    | Italia         | 133,0 |
| 33   | Keith Hervey                 | Copper Top     | Gran Bretagna  | 129,0 |
| 34   | Louis Rigon                  | Spahis         | Francia        | 128,0 |
| 35   | Alec Tod                     | Topsy          | Gran Bretagna  | 127,0 |
| 36   | John Barry                   | Miss America   | Stati Uniti    | 126,0 |
| 37   | Tommaso Lequio di Assaba     | Torena         | Italia         | 121,5 |
| 38   | Kazimierz Szosland           | Hélusia        | Polonia        | 117,0 |
| 39   | Joseph Fallon                | Le Divorce     | Belgio         | 116,0 |
| 40   | Alessandro Alvisi            | Capiligio      | Italia         | 106,0 |
| 41   | Bedřich John                 | Arabe          | Cecoslovacchia | 105,0 |
| 42   | Matěj Pechman                | Coire          | Cecoslovacchia | 103,0 |
| 43   | René de Ribeaupierre         | Adel           | Svizzera       | 100,0 |
| 44   | Josef Charous                | Editor         | Cecoslovacchia | 99,5  |

### Prova di Cross-Country
Si disputò il giorno 24 luglio al Hippodrome d'Auteuil.
| Pos. | Binomio                      | Binomio        | Nazione        | RTS  | SS  | SBT  | CCS    | CCBT | Totale |
| Pos. | Cavaliere                    | Cavallo        | Nazione        | RTS  | SS  | SBT  | CCS    | CCBT | Totale |
| ---- | ---------------------------- | -------------- | -------------- | ---- | --- | ---- | ------ | ---- | ------ |
| 1    | Frode Kirkebjerg             | Meteor         | Danimarca      | 200  | 500 | 9,5  | 700,0  | 0,0  | 1409,5 |
| 2    | Adolf van der Voort van Zijp | Silver Piece   | Paesi Bassi    | 200  | 500 | 2,0  | 700,0  | 0,0  | 1402,0 |
| 3    | Sloan Doak                   | Pathfinder     | Stati Uniti    | 160  | 500 | 8,0  | 700,0  | 1,5  | 1369,5 |
| 4    | Charles Pahud de Mortanges   | Johnny Walker  | Paesi Bassi    | 200  | 500 | 4,0  | 630,0  | 0,0  | 1334,0 |
| 5    | Frank Carr                   | Proctor        | Stati Uniti    | 200  | 425 | 8,0  | 700,0  | 0,0  | 1333,0 |
| 6    | Gerard de Kruijff            | Addio          | Paesi Bassi    | 200  | 500 | 8,0  | 595,0  | 0,5  | 1303,5 |
| 7    | Claës König                  | Bojan          | Svezia         | 200  | 500 | 6,5  | 577,5  | 0,0  | 1284,0 |
| 8    | Edward de Fonblanque         | Copper         | Gran Bretagna  | 190  | 500 | 8,0  | 577,5  | 0,0  | 1275,5 |
| 9    | Louis Rigon                  | Spahis         | Francia        | 200  | 500 | 10,0 | 560,0  | 0,0  | 1270,0 |
| 10   | Torsten Sylvan               | Anita          | Svezia         | 200  | 500 | 4,0  | 525,0  | 0,0  | 1229,0 |
| 11   | Baudouin de Brabandère       | Modestie       | Belgio         | 200  | 425 | 5,5  | 560,0  | 0,0  | 1190,5 |
| 12   | Hans Bühler                  | Mikosch        | Svizzera       | 200  | 500 | 6,5  | 455,0  | 0,0  | 1161,5 |
| 12   | Karol von Rómmel             | Krechowiak     | Polonia        | 200  | 500 | 6,5  | 455,0  | 0,0  | 1161,5 |
| 14   | Alberto Lombardi             | Pimplo         | Italia         | 165  | 500 | 10,0 | 402,5  | 0,0  | 1077,5 |
| 15   | Charles Stoffel              | Kreuzritter    | Svizzera       | 200  | 500 | 9,5  | 367,5  | 0,0  | 1077,0 |
| 16   | Werner Fehr                  | Prahlans       | Svizzera       | 200  | 500 | 10,0 | 332,5  | 0,0  | 1042,5 |
| 17   | Alessandro Alvisi            | Capiligio      | Italia         | 200  | 425 | 2,5  | 402,5  | 0,0  | 1030,0 |
| 18   | Keith Hervey                 | Copper Top     | Gran Bretagna  | 180  | 500 | 7,5  | 297,5  | 0,0  | 985,0  |
| 19   | Emanuele Beraudo di Pralormo | Mount Félix    | Italia         | 200  | 500 | 6,5  | 245,0  | 0,0  | 951,5  |
| 20   | Léon Nossent                 | Pirouette      | Belgio         | 100  | 500 | 9,5  | 332,5  | 0,0  | 942,0  |
| 21   | Philip Bowden-Smith          | Gipsy          | Gran Bretagna  | 200  | 375 | 8,5  | 350,0  | 0,0  | 933,5  |
| 22   | Alec Tod                     | Topsy          | Gran Bretagna  | -190 | 500 | 7,5  | 577,5  | 0,0  | 895,0  |
| 23   | Gustaf Hagelin               | Varius         | Svezia         | 200  | 300 | 5,5  | 385,0  | 0,0  | 890,5  |
| 24   | Joseph Fallon                | Le Divorce     | Belgio         | 200  | 425 | 6,0  | 210,0  | 0,0  | 841,0  |
| 25   | Bedřich John                 | Arabe          | Cecoslovacchia | 125  | 350 | 7,0  | 332,5  | 0,0  | 814,5  |
| 26   | Tadeusz Komorowski           | Amon           | Polonia        | 200  | 500 | 4,5  | 105,0  | 0,0  | 809,5  |
| 27   | Kazimierz de Rostwo-Suski    | Général        | Polonia        | 185  | 350 | 2,5  | 210,0  | 0,0  | 747,5  |
| 28   | René de Ribeaupierre         | Adel           | Svizzera       | 200  | 500 | 7,0  | 17,5   | 0,0  | 724,5  |
| 29   | Camille de Sartiges          | Psyché         | Francia        | 125  | 500 | 3,0  | 87,5   | 0,0  | 715,5  |
| 30   | Jules Bonvalet               | Wepelghem      | Belgio         | 165  | 500 | 9,0  | 19,3   | 0,0  | 693,3  |
| 31   | Antonius Colenbrander        | King of Hearts | Paesi Bassi    | 200  | 425 | 5,5  | -35,0  | 0,0  | 595,5  |
| 32   | Kazimierz Szosland           | Hélusia        | Polonia        | 200  | 500 | 5,0  | -122,5 | 0,0  | 582,5  |
| 33   | Michel Artola                | Almas          | Francia        | 125  | 425 | 4,5  | -192,5 | 0,0  | 362,0  |
| 34   | František Statečný           | Exterieur      | Cecoslovacchia | 170  | 500 | 4,0  | -315,0 | 0,0  | 359,0  |
| 35   | Vladimir Stoychev            | Vuycho         | Bulgaria       | -20  | 425 | 3,5  | -157,5 | 0,0  | 251,0  |
| 36   | Josef Charous                | Editor         | Cecoslovacchia | 200  | 500 | 10,0 | -490,0 | 0,0  | 220,0  |
| -    | Vernon Padgett               | Brown Boy      | Stati Uniti    | DNF  | DNF | DNF  | DNF    | DNF  | DNF    |
| -    | Krum Lekarski                | Voivoda        | Bulgaria       | DNF  | DNF | DNF  | DNF    | DNF  | DNF    |
| -    | John Barry                   | Miss America   | Stati Uniti    | DNF  | DNF | DNF  | DNF    | DNF  | DNF    |
| -    | Lars Ehrnrooth               | Salomé         | Finlandia      | DNF  | DNF | DNF  | DNF    | DNF  | DNF    |
| -    | Jean le Vavasseur            | Kurde          | Francia        | DNF  | DNF | DNF  | DNF    | DNF  | DNF    |
| -    | Tommaso Lequio di Assaba     | Torena         | Italia         | DNF  | DNF | DNF  | DNF    | DNF  | DNF    |
| -    | Carl Gustaf Lewenhaupt       | Canter         | Svezia         | DNF  | DNF | DNF  | DNF    | DNF  | DNF    |
| -    | Matěj Pechman                | Coire          | Cecoslovacchia | DNF  | DNF | DNF  | DNF    | DNF  | DNF    |

### Prova di Salto ad ostacoli
Si svolse il 26 luglio allo stadio di Colombes.
| Pos. | Binomio                      | Binomio        | Nazione        | Totale |
| Pos. | Cavaliere                    | Cavallo        | Nazione        | Totale |
| ---- | ---------------------------- | -------------- | -------------- | ------ |
| 1    | Adolf van der Voort van Zijp | Silver Piece   | Paesi Bassi    | 400    |
| 1    | Baudouin de Brabandère       | Modestie       | Belgio         | 400    |
| 1    | Alessandro Alvisi            | Capiligio      | Italia         | 400    |
| 1    | Jules Bonvalet               | Wepelghem      | Belgio         | 400    |
| 5    | Alberto Lombardi             | Pimplo         | Italia         | 360    |
| 6    | Karol von Rómmel             | Krechowiak     | Polonia        | 340    |
| 7    | Sloan Doak                   | Pathfinder     | Stati Uniti    | 320    |
| 7    | Charles Pahud de Mortanges   | Johnny Walker  | Paesi Bassi    | 320    |
| 7    | Edward de Fonblanque         | Copper         | Gran Bretagna  | 320    |
| 7    | Emanuele Beraudo di Pralormo | Mount Félix    | Italia         | 320    |
| 11   | Frode Kirkebjerg             | Meteor         | Danimarca      | 280    |
| 11   | Claës König                  | Bojan          | Svezia         | 280    |
| 11   | Torsten Sylvan               | Anita          | Svezia         | 280    |
| 11   | Gustaf Hagelin               | Varius         | Svezia         | 280    |
| 11   | Kazimierz Szosland           | Hélusia        | Polonia        | 280    |
| 16   | Frank Carr                   | Proctor        | Stati Uniti    | 240    |
| 16   | Charles Stoffel              | Kreuzritter    | Svizzera       | 240    |
| 16   | Keith Hervey                 | Copper Top     | Gran Bretagna  | 240    |
| 16   | Michel Artola                | Almas          | Francia        | 240    |
| 20   | Werner Fehr                  | Prahlans       | Svizzera       | 200    |
| 21   | Antonius Colenbrander        | King of Hearts | Paesi Bassi    | 180    |
| 22   | Hans Bühler                  | Mikosch        | Svizzera       | 160    |
| 23   | Joseph Fallon                | Le Divorce     | Belgio         | 120    |
| 23   | Vladimir Stoychev            | Vuycho         | Bulgaria       | 120    |
| 25   | Tadeusz Komorowski           | Amon           | Polonia        | 80     |
| 25   | René de Ribeaupierre         | Adel           | Svizzera       | 80     |
| 27   | Kazimierz de Rostwo-Suski    | Général        | Polonia        | 60     |
| 28   | Josef Charous                | Editor         | Cecoslovacchia | 40     |
| 29   | Gerard de Kruijff            | Addio          | Paesi Bassi    | 20     |
| 30   | Alec Tod                     | Topsy          | Gran Bretagna  | -40    |
| 31   | Philip Bowden-Smith          | Gipsy          | Gran Bretagna  | -190   |
| 32   | Léon Nossent                 | Pirouette      | Belgio         | -260   |
| -    | Lars Ehrnrooth               | Salomé         | Finlandia      | DNF    |
| -    | Krum Lekarski                | Voivoda        | Bulgaria       | DNF    |
| -    | Louis Rigon                  | Spahis         | Francia        | DNF    |
| -    | John Barry                   | Miss America   | Stati Uniti    | DNF    |
| -    | František Statečný           | Exterieur      | Cecoslovacchia | DNF    |
| -    | Camille de Sartiges          | Psyché         | Francia        | DNF    |
| -    | Matěj Pechman                | Coire          | Cecoslovacchia | DNF    |
| -    | Bedřich John                 | Arabe          | Cecoslovacchia | DNF    |
| -    | Jean le Vavasseur            | Kurde          | Francia        | DNF    |
| -    | Tommaso Lequio di Assaba     | Torena         | Italia         | DNF    |
| -    | Vernon Padgett               | Brown Boy      | Stati Uniti    | DNF    |

## Classifica Finale
| Pos.    | Binomio                      | Binomio        | Nazione        | Dressage | Cross  | Salto | Totale |
| Pos.    | Cavaliere                    | Cavallo        | Nazione        | Dressage | Cross  | Salto | Totale |
| ------- | ---------------------------- | -------------- | -------------- | -------- | ------ | ----- | ------ |
| Oro     | Adolf van der Voort van Zijp | Silver Piece   | Paesi Bassi    | 174,0    | 1402,0 | 400   | 1976,0 |
| Argento | Frode Kirkebjerg             | Meteor         | Danimarca      | 164,0    | 1409,5 | 280   | 1853,5 |
| Bronzo  | Sloan Doak                   | Pathfinder     | Stati Uniti    | 156,0    | 1369,5 | 320   | 1845,5 |
| 4       | Charles Pahud de Mortanges   | Johnny Walker  | Paesi Bassi    | 174,0    | 1334,0 | 320   | 1828,0 |
| 5       | Claës König                  | Bojan          | Svezia         | 166,0    | 1284,0 | 280   | 1730,0 |
| 6       | Baudouin de Brabandère       | Modestie       | Belgio         | 138,0    | 1190,5 | 400   | 1728,5 |
| 7       | Edward de Fonblanque         | Copper         | Gran Bretagna  | 133,0    | 1275,5 | 320   | 1728,5 |
| 8       | Frank Carr                   | Proctor        | Stati Uniti    | 154,0    | 1333,0 | 240   | 1727,0 |
| 9       | Torsten Sylvan               | Anita          | Svezia         | 169,0    | 1229,0 | 280   | 1678,0 |
| 10      | Karol von Rómmel             | Krechowiak     | Polonia        | 147,0    | 1161,5 | 340   | 1648,5 |
| 11      | Alberto Lombardi             | Pimplo         | Italia         | 134,5    | 1077,5 | 360   | 1572,0 |
| 12      | Alessandro Alvisi            | Capiligio      | Italia         | 106,0    | 1030,0 | 400   | 1536,0 |
| 13      | Gerard de Kruijff            | Addio          | Paesi Bassi    | 170,0    | 1303,5 | 20    | 1493,5 |
| 14      | Hans Bühler                  | Mikosch        | Svizzera       | 156,0    | 1161,5 | 160   | 1477,5 |
| 15      | Charles Stoffel              | Kreuzritter    | Svizzera       | 149,0    | 1077,0 | 240   | 1466,0 |
| 16      | Emanuele Beraudo di Pralormo | Mount Félix    | Italia         | 133,0    | 951,5  | 320   | 1404,5 |
| 17      | Werner Fehr                  | Prahlans       | Svizzera       | 152,5    | 1042,5 | 200   | 1395,0 |
| 18      | Keith Hervey                 | Copper Top     | Gran Bretagna  | 129,0    | 985,0  | 240   | 1354,0 |
| 19      | Gustaf Hagelin               | Varius         | Svezia         | 165,0    | 890,5  | 280   | 1335,5 |
| 20      | Jules Bonvalet               | Wepelghem      | Belgio         | 161,5    | 693,3  | 400   | 1254,8 |
| 21      | Joseph Fallon                | Le Divorce     | Belgio         | 116,0    | 841,0  | 120   | 1077,0 |
| 22      | Tadeusz Komorowski           | Amon           | Polonia        | 139,5    | 809,5  | 80    | 1029,0 |
| 23      | Alec Tod                     | Topsy          | Gran Bretagna  | 127,0    | 895,0  | -40   | 982,0  |
| 24      | Kazimierz Szosland           | Hélusia        | Polonia        | 117,0    | 582,5  | 280   | 979,5  |
| 25      | Antonius Colenbrander        | King of Hearts | Paesi Bassi    | 177,0    | 595,5  | 180   | 952,5  |
| 26      | Kazimierz de Rostwo-Suski    | Général        | Polonia        | 136,0    | 747,5  | 60    | 943,5  |
| 27      | René de Ribeaupierre         | Adel           | Svizzera       | 100,0    | 724,5  | 80    | 904,5  |
| 28      | Philip Bowden-Smith          | Gipsy          | Gran Bretagna  | 134,5    | 933,5  | -190  | 878,0  |
| 29      | Léon Nossent                 | Pirouette      | Belgio         | 142,0    | 942,0  | -260  | 824,0  |
| 30      | Michel Artola                | Almas          | Francia        | 135,0    | 362,0  | 240   | 737,0  |
| 31      | Vladimir Stoychev            | Vuycho         | Bulgaria       | 162,5    | 251,0  | 120   | 533,5  |
| 32      | Josef Charous                | Editor         | Cecoslovacchia | 99,5     | 220,0  | 40    | 359,5  |
| -       | Bedřich John                 | Arabe          | Cecoslovacchia | 105,0    | 814,5  | DNF   | 0      |
| -       | Camille de Sartiges          | Psyché         | Francia        | 164,0    | 715,5  | DNF   | 0      |
| -       | Carl Gustaf Lewenhaupt       | Canter         | Svezia         | 147,0    | DNF    | DNF   | 0      |
| -       | František Statečný           | Exterieur      | Cecoslovacchia | 143,0    | 359,0  | DNF   | 0      |
| -       | Jean le Vavasseur            | Kurde          | Francia        | 166,0    | DNF    | DNF   | 0      |
| -       | John Barry                   | Miss America   | Stati Uniti    | 126,0    | DNF    | DNF   | 0      |
| -       | Krum Lekarski                | Voivoda        | Bulgaria       | 157,0    | DNF    | DNF   | 0      |
| -       | Lars Ehrnrooth               | Salomé         | Finlandia      | 156,5    | DNF    | DNF   | 0      |
| -       | Louis Rigon                  | Spahis         | Francia        | 128,0    | 1270,0 | DNF   | 0      |
| -       | Matěj Pechman                | Coire          | Cecoslovacchia | 103,0    | DNF    | DNF   | 0      |
| -       | Tommaso Lequio di Assaba     | Torena         | Italia         | 121,5    | DNF    | DNF   | 0      |
| -       | Vernon Padgett               | Brown Boy      | Stati Uniti    | 150,5    | DNF    | DNF   | 0      |